# Nielbark (gromada)
Nielbark – dawna gromada, czyli najmniejsza jednostka podziału terytorialnego Polskiej Rzeczypospolitej Ludowej w latach 1954–1972.
Gromady, z gromadzkimi radami narodowymi (GRN) jako organami władzy najniższego stopnia na wsi, funkcjonowały od reformy reorganizującej administrację wiejską przeprowadzonej jesienią 1954 do momentu ich zniesienia z dniem 1 stycznia 1973, tym samym wypierając organizację gminną w latach 1954–1972.
Gromadę Nielbark z siedzibą GRN w Nielbarku utworzono – jako jedną z 8759 gromad na obszarze Polski – w powiecie nowomiejskim w woj. olsztyńskim na mocy uchwały nr 20 WRN w Olsztynie z dnia 4 października 1954. W skład jednostki weszły obszary dotychczasowych gromad Nielbark, Bratuszewo i Brzozie Lubawskie (bez obszarów spółdzielni produkcyjnej leżącej na obszarze gromad Bratuszewo i Brzozie Lubawskie) ze zniesionej gminy Kurzętnik w powiecie nowomiejskim w woj. olsztyńskim, a także miejscowość Kaługa z dotychczasowej gromady Zastawie ze zniesionej gminy Pokrzydowo w powiecie brodnickim w woj. bydgoskim. Dla gromady ustalono 12 członków gromadzkiej rady narodowej.
Gromadę zniesiono 31 grudnia 1961, a jej obszar włączono do gromady Kurzętnik w tymże powiecie.